# Tetsuhiro Kina
Tetsuhiro Kina (født 10. december 1976) er en tidligere japansk fodboldspiller.
Han har spillet for flere forskellige klubber i sin karriere, herunder Nagoya Grampus Eight og FC Tokyo.